# 林孔龍類
林孔龍類（学名：Rinconsauria）是一个已灭绝的巨型蜥腳下目泰坦巨龍類演化支，生存于白垩纪晚期的阿根廷。

## 分类学
林孔龙类是Calvo等人2007年创造的，包含他们新命名的泰坦龙巨类穆耶恩龙和先前描述的林孔龙。Santucci和Arruda-Campos（2011年）在研究中将林孔龙类并入风神龙族，Franca等人(2016年)和Silva等人(2019年)也是如此。然而，Gonzalez-Riga等人(2019年)和Mannion等人(2019年)进行的研究中发现，与林孔龙类相比，风神龙族在系统发育上处于不同的位置，而前者则是隆柯龙类（巨像龙类的一个分支）的旁系群。

## 外部連結
- （西班牙文）https://web.archive.org/web/20110531163112/http://www.proyectodino.com.ar/pdfs/140-0021.pdf